# Henry Deringer

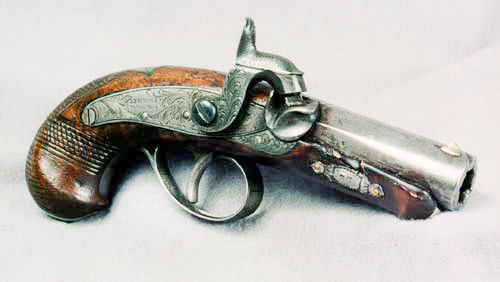
A "famosa" Derringer usada por John Wilkes Booth.

Henry Deringer (26 de outubro de 1786 Easton, Pensilvânia — 28 de fevereiro de 1868 Filadélfia, Pensilvânia), foi um armeiro Norte americano. Ele é mais conhecido por sua invenção: uma pistola curta a qual acabou sendo batizada com uma grafia errada do seu sobrenome.
Deringer nunca solicitou patente de sua pistola e o público a comprava tão rápido quanto ele conseguia fabricar. Desenvolvimentos e cópias subsequentes do seu desenho, resultaram na derringer (note-se os dois "r"), que foi fabricada extensivamente por várias companhias.